# Very Good
「Very Good」（ベリーグッド）は、韓国の男性アイドルグループ・Block Bの日本で1枚目のシングル。2015年1月21日にキングレコード
から発売された。

## 概要

### 形態
- 初回限定盤 TYPE-A（CD+DVD）
  - 品番：KICM-91576
- 初回限定盤 TYPE-B（CD+グッズ）
  - 品番：KICM-91577
  - グッズ：オリジナル・バンダナ
- 通常盤（CDのみ）
  - 品番：KICM-1578

## 収録曲

### 初回限定盤 TYPE-A
CD
1. Very Good (Japanese Version)
2. NolinA

DVD
- Japan Debut "Special Introduction" Movie

### 初回限定盤 TYPE-B
CD
1. Very Good (Japanese Version)
2. Be The Light (YVES & ADAMS Winter Remix)

### 通常盤
CD
1. Very Good (Japanese Version)
2. Very Good (Karaoke Version)